# Feroniascus
Feroniascus is een geslacht van kevers uit de familie van de loopkevers (Carabidae). De wetenschappelijke naam van het geslacht is voor het eerst geldig gepubliceerd in 1951 door Jeannel.

## Soorten
Het geslacht Feroniascus omvat de volgende soorten:
- Feroniascus ambitiosus Basilewsky, 1985
- Feroniascus catalai (Jeannel, 1948)
- Feroniascus chlaenioides Jeannel, 1951
- Feroniascus vadoni Jeannel, 1951